# 알바니아의 국기

알바니아의 국기 비율 5:7

알바니아의 국기(알바니아어: Flamuri i Shqipërisë 플라무리 이 슈치퍼리서)는 1992년 4월 7일에 제정되었다.
빨간색 바탕 가운데에 검은색 쌍두수리가 그려져 있다. 쌍두수리 문양은 15세기 오스만 제국의 지배에 대항하여 싸운 중세 알바니아의 영웅 스칸데르베그의 문장에서 유래되었다. 공산주의 시절에는 쌍두수리 문양 위에 별이 올라와 있기도 했다.

## 색상
| 색상 | 빨강                | 검정            |
| ---- | ------------------- | --------------- |
| RGB  | 228–30–32 (#E41E20) | 0–0–0 (#000000) |

## 역대 국기

독립 당시의 기 (1912-1914)
알바니아 공국 (1914-1920)
알바니아 공국 및 알바니아 공화국 (1920–1926)
알바니아 공화국 (1926-1928)
알바니아 왕국 (1928-1934)
알바니아 왕국 (1934-1939)
이탈리아 점령기 (1939-1943)
알바니아 왕국 (1943-1944)
임시정부의 기 (1944-1946)
알바니아 인민 공화국 (1946년 1월 10일 ~ 1992년 4월 6일)
알바니아 공화국 (1992년 4월 7일 ~ 2002년 7월 22일)
알바니아 인민 공화국 대통령기 (1946-1992)
알바니아 인민 공화국 해군기 (1946-1954)
알바니아 인민 공화국 해군기 (1954-1958)
알바니아 인민 공화국 해군기 (1958-1992)
알바니아 인민 공화국 국적기 (1958-1992)
알바니아 인민 공화국 해안경비대기 (1958-1992)

## 같이 보기
- 알바니아의 국기
- 코소보의 국기
- 알바니아의 국장